# ORIENTAL MUSIC SHOW
『ORIENTAL MUSIC SHOW』（オリエンタルミュージックショー）は、2016年10月8日（7日深夜）から2024年9月28日（27日深夜）までJ-WAVEで放送されていたラジオ番組である。

## 概要
サラーム海上がナビゲーターを務めている深夜の音楽番組で、毎週土曜 2:00 - 2:30（金曜深夜、日本標準時）に放送。
番組ハッシュタグは「#OMS_Salam」。